# Olivier Burri
Pour les articles homonymes, voir Burri.
Pas d'image ? Cliquez ici
Olivier Burri, né le 4 septembre 1963, est un pilote automobile suisse, engagé en rallyes automobiles.

## Biographie
Ce pilote a débuté en compétitions en 1984, à 21 ans à peine.
Il a participé à 13 épreuves du WRC de 1991 à 2008, terminant 7e au Monte-Carlo en 1993, 1997 et 2009, et 8e au Tour de Corse en 1996 ainsi qu'au Rallye Monte-Carlo en 2000 et 2004.
Il a également pris part à 19 épreuves comptant pour l'ERC de 1991 à 2007.
Son principal copilote en carrière a été Christophe Hofmann, durant plus de 15 ans.
En 2009 et 2010, il était toujours en compétitions nationales, associé à André Saucy cette fois, sur Fiat Abarth Grande Punto S2000.
Michaël Burri a terminé 3e du Rallye du Chablais en 2010 associé à Stéphane Rey sur Renault Clio R3 Trophy, et 5e en 2011, toujours associé à Stéphane Rey, sur Citroën DS3 R3, et a également eu à ses côtés Arnaud Clémence en 2010.
À 51 ans il termine encore cinquième du rallye du Valais comptant pour le Championnat d'Europe 2014.

## Palmarès

### Titres
- Quadruple Champion de Suisse des Rallyes : 
  - 1991, sur Ford Sierra Cosworth 4x4 ;
  - 1992, sur Toyota Celica ;
  - 1993, sur Ford Sierra Cosworth 4x4 ;
  - 1995, sur Ford Escort RS Cosworth ;
  - Vice-champion de Suisse en 1990, avec Hofmann, sur Ford Sierra Cosworth 4x4.

### Victoires principales
Épreuves internationales européennes se déroulant en Suisse (ERC - 9 victoires) :
- 9 Rallye International du Valais : 1993, 1994, 1995, 1996, 1998, 2001, 2003, 2006 et 2019 (recordman de l'épreuve (2e en 1999)) ;
- Rallye du Tessin : 2002 (3e en 2003).

Autres épreuves du championnat suisse :
- Critérium Jurassien : 1990, 1993 et 1995 ;
- Rallye della Lana : 1991 et 1992 ;
- Rallye 111 Minuti : 1991, 1992 et 1995 ;
- Rallye de Court : 1991 ;
- Ronde d'Anjoie : 1992 et 1995 ;
- Rallye Saint-Cergue : 1992 et 1995 ;
- Rallye Aoste-Saint-Vincent : 1993 ;
- Rallye Alsace-Vosges : 1993 et 1995 ;
- Rallye GVEA (Groupement Vaudois des Écuries Automobiles) : 1993 ;
- Rallye ASAT : 2000 ;
- Rallye du Tessin : 2002 (avec Patthey, sur Toy Corolla WRC), et 2003 (retour d'Hofmann, saison sur subaru Impreza WRC) ;
- Rallye Valli Osolane : 2002 (idem) ;
- Rallye della Vareta : 2006 (avec de nouveau Patthey, saison sur Subaru Impreza WRC Sti (5e au championnat)).